# Râul Vodița
Râul Vodița este un curs de apă, afluent al Dunării. 